# 慧思
慧思（515年—577年）禪師，俗姓李，豫州汝阳郡武津县（今河南上蔡县）人，南北朝佛教禅师，為天台宗二祖。（以龍樹菩薩為初祖，則慧思尊者為三祖）。十五岁出家，曾师当时著名的慧文禅师，从受禅法。北齊天保五年（554），慧思至光州，為眾說法達十四年餘久，聲聞遠播。又於河南南部大蘇山法傳智顗，世稱智者大師。
陳光大二年（568），慧思始入衡山，遂有“南嶽尊者”之稱。因居於南岳衡山，也称南嶽慧思。

## 生平
慧思长期持诵《法华经》。
自言其為十信位中的鐵輪位。
《天臺九祖傳》記錄，慧思禪師曾於光州大蘇山的十四年當中，為大眾講經說法，聲名遠播，不分遠近，前來歸止的學徒日益增多，從而遭受惡人的妒忌誹謗，多次下毒於食物中加害，但皆由於師的禪定功夫深厚，終均化險為夷，轉危為安。
陳代光大二年(西元五六八年)師入南嶽衡山，悟三生行道之跡，能知宿命及一生善惡業相，曾於樹林中掘出過去三世出家為僧時，所居住過的堂宇層壁地基和瓦鉢器皿。
慧思預知了智者大師與陳國有緣，特別囑咐智者大師到陳國弘法，廣為傳燈化物。慧思禪師受到了當朝宣帝的禮遇推崇，尊稱為思大禪師、南嶽尊者。

## 著作
根據《大唐內典錄》，慧思的著作有《諸法無諍三昧法門》、《立誓願文》、《隨自意三昧》、《法華經安樂行義》、《四十二字門義》、《次第禪要》、《釋論玄門》、《三智觀門》。僅前四部流傳下來，其餘皆散佚。日本天台宗僧證真《四十二字門略抄》有引《四十二字門義》文，內容是以四十二字陀羅尼配合《菩薩瓔珞本業經》四十二賢聖位。

### 大乘止觀法門的作者問題
道宣《續高僧傳》、《大唐內典錄》未載《大乘止觀法門》，日本奈良時代古文書（公元751、753年）記載此書，其作者是遷禪師，或載是南岳思禪師。《天台宗章疏》（公元914年）錄《大乘止觀法門》為慧思作。《東域傳燈目錄》記載「（隋西京禪定寺道場曇遷）又撰大乘止觀一卷。私云或題云南岳大師撰，而文義全同」。日本天台僧證真指本書「未必定南岳說」，聖嚴主張本書為慧思所傳，但也同意本書「文勢與南岳其餘各書不相類似，這也是事實」。
陳寅恪認為「日本傳來之《大乘止觀法門》一書，乃依據《大乘起信論》者，恐係華嚴宗盛後，天台偽託南嶽而作。……不能據以論南嶽之思想也。」。吉津宜英指本書是以《華嚴經》唯心說為中心的華嚴教學，由《攝大乘論》三性說和《大乘起信論》加以支撐。暫定的結論是，年輕時學習地論學後來研究攝論學，像是曇遷一樣的人物，撰作出《大乘止觀法門》這種以華嚴教學為主體的著作。
本書之文句「經言：即是法身流轉五道說名眾生」，引自《不增不減經》「即此法身過於恒沙無邊煩惱所纏，從無始世來隨順世間波浪漂流往來生死名為眾生」，這一略引流行於華嚴宗門人，如智儼、法藏、澄觀、元曉、智憬等人的著作中，並可追溯至淨影慧遠、菩提留支。

## 師承
北齊慧文

## 弟子
其弟子智顗创立了以《法华经》为中心的佛教天台宗（也被称为“法华宗”）。
另一弟子靜琬（智苑）继承其师慧思遗愿，與其弟子從隋朝開始刻經，即今之房山石經。

## 慧思《立誓愿文》节选
“我今入山修习苦行，忏悔破戒障道罪，今身及先身是罪悉忏悔，为护法敌求长寿命，不愿生天及余趣，愿诸贤圣左助我，得好芝草及神丹，疗治众病除饥渴，常得经修行诸禅，愿得深山静处，神丹药修此愿，借外丹力修内丹。欲安众生先自安。己身有缚能解他缚。无有是处。" “应常念本愿舍诸有为事。名闻及利养乃至恶弟子内外悉应舍。专求四如意八种自在我五眼及种智。为佛一切智当发大精进。具足神通力可化众生耳。”

## 軼事
一日慧思對南嶽神與眾言說：南嶽是貧僧前三生的棲身之地。慧思指著岩石下的一塊布滿青苔的石板說：我一生曾在此坐禪，遭遇歹人砍下首級。南嶽神令隨從嚴密追察，結果從附近的坑穴裡尋得朽木色的無頭枯骨一具。今名一生岩者。
行至西南隅，禪師指著一塊巨石說：貧僧二生曾在此獨居，修得善終。
南嶽神原地勘察，發現一具保存完整的骨殖，晶瑩潔白。今名二生塔者。
走到般若寺與南台寺之草木叢生地，慧思指著腳下的平地說：此處原是一座巍峨古寺，貧僧三生曾在此任住持。吾第三生曾托居其處。
南嶽神當即招募民工伐木掘土，露出了離地面五尺下的殿宇基石和僧用法器等佛門聖物。
慧思持修於衡山講演《般若經》，門下一時匯集上萬聽眾；後世僧人為緬懷德澤，於慧思一生坐禪的岩下立一刻“一生岩”的石碑，在慧思二生獨居的巨石上建造一座“二生塔”，慧思講說《般若經》的臺旁建造起“三生藏”。

## 傳說
日本古代曾传说圣德太子是他转世。

## 外部連結
- 天臺宗三祖南嶽慧思大師 （页面存档备份，存于）
- 南嶽思大禪師立誓願文  （页面存档备份，存于）
- 慧思禅师之法华三昧  （页面存档备份，存于）